# Chaetothyrium guaraniticum
Chaetothyrium guaraniticum är en svampart som beskrevs av Speg. 1888. Chaetothyrium guaraniticum ingår i släktet Chaetothyrium och familjen Chaetothyriaceae.   Inga underarter finns listade i Catalogue of Life.